# Жаворонковый печник
Жаворонковый печник (лат. Coryphistera alaudina) — южноамериканский вид воробьинообразных птиц из семейства печниковых (Furnariidae), выделяемый в монотипический род Coryphistera.  Птицы обитают на пахотных землях, пастбищах, засушливых саваннах и тропических и субтропических (низменных) засушливых кустарниковых местностях, на высоте до 700 метров над уровнем моря, но большинство птиц встречаются на высоте ниже 500 метров.

## Описание
Жаворонковый печник достигает длины 15-17 см и массы от 27 до 42 г. Как следует из названия, напоминает жаворонка с прямостоячим хохолком. Половой диморфизм не выражен. Взрослые особи номинативного подвида имеют белый цвет вокруг глаз, который распространяется на кроющие уха, которые в остальном имеют коричневато-рыжий оттенок. Уздечка тускло-коричневая. Лоб коричневато-рыжий, а макушка и гребень тёмно-коричневые. Спина бледного тускло-коричневого цвета с расплывчатыми тёмными прожилками в верхней части, которые становятся шире и темнее на нижней части спины, надхвостье и кроющих перьях хвоста. Макушка с узкими черноватыми прожилками, которые почти исчезают на задней части шеи. Кроющие перья крыльев тёмно-коричневые, а маховые перья черноватые с рыжеватыми внутренними краями и бледно-коричневыми внешними краями. Центральная пара рулевых перьев тёмно-коричневая с рыжеватыми краями; остальные рулевые перья в основном рыжеватые с постепенным уменьшением тёмно-коричневого оттенка по краям к самым внешним. Подбородок и горло беловатые с тусклыми рыжеватыми прожилками на последних. Грудь беловатая с широкими размытыми рыжеватыми прожилками, которые исчезают и становятся более коричневыми на верхней части брюха, боках и кроющих перьях подхвостья; центр брюха в основном без прожилок. Радужная оболочка от тёмно-коричневой до светло-серовато-коричневой. Надклювье от коричневатого до розовато-коричневого цвета (обычно с более тёмным кончиком), подклювье от розовато-серого до желтовато-коричневого цвета (иногда с более тёмным кончиком). Ноги от тускло-оранжевого до серовато-коричневого и светло-коричневого цвета. Молодые особи имеют более короткий гребень и менее отчетливые полосы, чем взрослые.

## Биология
Жаворонковый печник питается в основном членистоногими; а также улитками. В период размножения кормится стаями примерно из 7 птиц; вне этого сезона стаи могут достигать 15 особей, и в это время птицы присоединяются к смешанным стаям. В основном добывает пищу на земле.
Сезон размножения приходится на весну и лето Южного полушария и продолжается с сентября по январь. Шарообразное гнездо до 100 см в поперечнике из сплетённых колючих палочек и веток размещается на ветке дерева на высоте от двух до пяти метров от земли. Туннель ведет в камеру, пол которой устлан травой и перьями; часто туннель "украшают" куколками бабочек, кусочками цветного стекла и другими предметами. В кладке обычно три или четыре яйца, но иногда пять. Инкубационный период, время до оперения птенцов и подробности родительского ухода не описаны.

## Подвиды
Выделяют два подвида:
- Coryphistera alaudina campicola Todd, 1915 — юго-восток Боливии (Чукисака, юг Санта-Круса) и запад Парагвая
- Coryphistera alaudina alaudina Burmeister, 1860 — юг Боливии (Тариха), север и восток Аргентины (от Сальты и Чако южнее до Мендоса, Ла-Пампы и юг Буэнос-Айреса), северо-запад Уругвая и крайний юго-восток Бразилии (запад Риу-Гранди-ду-Сул)